# Gavin Williamson
Gavin Alexander Williamson (ur. 25 czerwca 1976 w Scarborough) – brytyjski polityk, członek Partii Konserwatywnej, od 2 listopada 2017 do 24 lipca 2019 minister obrony  w rządzie Theresy May. Od 24 lipca 2019  minister edukacji w Gabinecie Borisa Johnsona.

## Życiorys

### Wykształcenie i młodość
Williamson uczęszczał do szkoły Raincliffe School w Scarborough, studiował nauki społeczne na Uniwersytecie w Bradford.

### Kariera polityczna

#### Kariera w samorządzie
Gavin Williamson został wybrany do rady hrabstwa w 2001 roku. W 2005 roku zrezygnował ze stanowiska, aby wejść do polityki krajowej. Wystartował w wyborach do Izby Gmin w Blackpool North i Fleetwood, ale został pokonany przez kandydatkę Partii Pracy Joan Humble. W 2010 r. Został posłem do parlamentu w południowym Staffordshire.

#### Kariera na szczeblu krajowym
W 2010 r. Williamson został sekretarzem parlamentarnym (PPS) u Ministra Irlandii Północnej Owena Patersona. W 2012 r. Przeniósł się do Ministerstwa Transportu w podobnej roli. W 2013 roku ostatecznie został sekretarzem parlamentarnym u premiera Davida Camerona.
Od 24 lipca 2019 do 15 września 2021 był ministrem edukacji w Gabinecie Borisa Johnsona.

## Życie prywatne
Gavin Williamson jest żonaty i ma dwie córki